# Worlingworth
Worlingworth is een civil parish in het bestuurlijke gebied Mid Suffolk, in het Engelse graafschap Suffolk met 802 inwoners.